# Waltheria ferruginea
Waltheria ferruginea är en malvaväxtart som beskrevs av A. St.-hil.. Waltheria ferruginea ingår i släktet Waltheria och familjen malvaväxter. Inga underarter finns listade i Catalogue of Life.